# آلکید

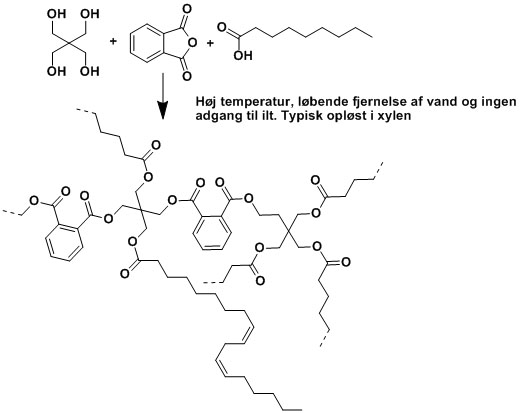
سنتز رزین آلکیدی

آلکید (به انگلیسی: Alkyd) دسته ای از پلی استرها است که در آن از روغن‌ها و اسیدهای چرب طبیعی استفاده شده است. این مواد که به صورت رزین تولید می‌شوند کاربرد وسیعی در صنایع رنگ و رزین از جمله تولید رنگ‌های هوا خشک و روغنی مورد استفاده در ساختمان‌ها دارند. مواد اولیه تولید این رزین‌ها شامل پلی ال‌ها، روغن‌ها و اسیدهای چند ظرفیتی است.
آلکیدها بر اساس ساختار شیمیایی به دو گروه هوا خشک و غیر هوا خشک تقسیم می‌شوند. همچنین بر مبنای میزان مصرف روغن و اسیدهای چرب در تولید آن‌ها به سه دسته کوتاه روغن، بلند روغن و متوسط روغن دسته‌بندی می‌شوند.